# أنتوني كوينتون
أنتوني كوينتون (بالإنجليزية: Anthony Quinton, Baron Quinton) هو مقدم برامج إذاعية وفيلسوف وسياسي بريطاني (وحمل سابقاً جنسية المملكة المتحدة لبريطانيا العظمى وأيرلندا)، ولد في 25 مارس 1925 في المملكة المتحدة، وتوفي في 19 يونيو 2010. انتخب عضو مجلس اللوردات.

## حياته
«توني» كوينتون (كما اعتاد مناداته كل من عرفه) ولد في سيتون رود 5 في جيلينجهام في كينت. كان الابن الوحيد للجراح البحري ريتشارد فريث كوينتون في البحرية الملكية (1889–1935) وزوجته (غوينليان) ليتيتيا (جونز قبل الزواج).
تلقى تعليمه في مدرسة ستو ثم حصل على منحة دراسية في كلية كرايست تشيرش في جامعة أكسفورد عام 1943. درس التاريخ الحديث لفصلين دراسيين قبل أن ينضم إلى سلاح الجو الملكي كملازم طيار وملاح. عاد إلى أكسفورد عام 1946، وحصل على درجة الشرف الأولى في الفلسفة والسياسة والاقتصاد عام 1949. أصبح زميلًا وباحثًا في كلية نيو كوليج في أكسفورد عام 1955، بعد أن عمل كزميل باحث في كلية أول سولز منذ عام 1949. شغل أيضًا منصب رئيس كلية الثالوث الأقدس في أكسفورد، بين عامي 1978-1987.
ترأس كوينتون الجمعية الأرسطوطالية في الفترة بين عامي 1975-1976. شغل أيضًا منصب رئيس مجلس إدارة المكتبة البريطانية بين عامي 1985-1990، وكان رئيسًا للمعهد الملكي للفلسفة منذ عام 1991 حتى تنحى عن منصبه في عام 2004.
عُين في 7 فبراير 1983 نبيل لا يورث لقبه كبارون كوينتون من هوليويل في مدينة أكسفورد ومقاطعة أكسفوردشاير. كان معجبًا بمارغريت تاتشر، وشغل مقعدًا في مجلس اللوردات باعتباره محافظًا.
إشتهر كينتون لدى مستمعي راديو بي بي سي بتقديمه لبرنامج المسابقة الإذاعية الطويل جولة بريطانية الذي دام عرضه من عام 1974 إلى عام 1985.
حلّ ضيفًا في الحلقة النقاشية الافتتاحية التي بدأت بها سلسلة راديو بي بي سي 3 محادثات مع فلاسفة لبرايان ماجي عام 1970-1971، والكتاب المصاحب الفلسفة البريطانية الحديثة (1971)، وشارك لاحقًا في سلسلة ماجي التلفزيونية على بي بي سي رجال الأفكار (1978) والفلاسفة العظام (1987) وكتبها المصاحبة.

## الميتافيزيقيا
دافع كينتون في النقاش حول المسلمات الفلسفية عن مجموعة متنوعة من أفكار المذهب الاسمي التي تحدد الخصائص مع مجموعة من الفئات «الطبيعية». انتقد ديفيد ماليت أرمسترونغ بقوة الاسمية القائمة على الفئات الطبيعية، إذ يرى أرمسترونغ أن فئات كينتون «الطبيعية» تتجنب عيبًا جوهريًا إلى حد ما في الأفكار الاسمية التقليدية، وهو افتراض وجود خاصية مرتبطة بكل فئة يمكن إنشاؤها. تكمن مشكلة الاسمية القائمة على الفئات وفقًا لأرمسترونغ في الحاجة إلى معايير لتحديد الفئات التي تدعم الخصائص وتلك التي تحتوي فقط على مجموعة من الكائنات غير المتجانسة.
تؤكد نسخة كوينتون من الاسمية ذات الفئات أن تحديد ماهية التراكيب الطبيعية للملكية هو ببساطة حقيقة أساسية لا تقبل المزيد من التدقيق الفلسفي. يرى أرمسترونغ أن التصنيفات الطبيعية لا تُحدد بناءً على عضوية فئة معينة، بل بناءً على خصائص جوهرية تتعلق بالأفراد أنفسهم.
تنص نظرية كوينتون تنص على عدم إمكانية إجراء تحليل أكثر للفئات، إلا أنه يقول أيضًا إن بعض الفئات قد تكون أكثر أو أقل طبيعية، أي أكثر أو أقل توحيدًا من مجموعة أخرى. يوضح أرمسترونغ هذا الاختلاف البديهي الذي يستند إليه كوينتون بالإشارة إلى الفرق بين فئة الكائنات الملونة وفئة الكائنات القرمزية: فمجموعة الكائنات القرمزية أكثر توحيدًا بمعنى بديهي ما (لم تحدد الكيفية) من مجموعة الكائنات الملونة.
يرى كوينتون في بحثه لعام 1957 أن نظريته نسخة أقل تطرفًا من الاسمية مقارنة بنظريات كل من ويلارد فان أورمان كواين، ونيلسون جودمان، وستيوارت هامبشاير.